# تصمیم‌گیری پویا
مدل دینامیک تصمیم گیری یکی از مدل‌های تصمیم‌گیری در علوم اعصاب است. در این مدل دو جمعیت از نورون‌های تحریکی که هر کدام نمایانگر یک تصمیم در ذهن است با یک مجموعه مشترک از نورون‌های مهاری تعامل دارند. تصمیم گیری نهایی با مقایسه فعالیت دو جمعیت تحریکی انجام می شود. این ساده‌سازی باعث می‌شود که تحلیل ریاضی بهبود یابد.

## معادلات
برای توصیف دینامیک این سیستم، مجموعه‌ای از معادلات دیفرانسیل در نظر گرفته می‌شود. ابتدا پتانسیل h را برای هر سه جمعیت تعریف می کنیم. 
پتانسیل جمعیت تحریکی 1: {\displaystyle h_{E,1}}
پتانسیل جمعیت تحریکی 2: {\displaystyle h_{E,2}}
پتانسیل جمعیت مهاری : {\displaystyle h_{inh}}
این پتانسیل ها با استفاده از تابع g به میزان فعالیت جمعیت ها مربوط می شوند:
فعالیت جمعیت تحریکی 1: {\displaystyle A_{E,1}=g_{E}(h_{E,1})}
فعالیت جمعیت تحریکی 2: {\displaystyle A_{E,2}=g_{E}(h_{E,2})}
فعالیت جمعیت مهاری: {\displaystyle A_{inh}=g_{inh}(h_{E,1})}
پتانسیل‌های  مطابق معادلات زیر تغییر می‌کنند:
{\displaystyle \tau _{E}{\operatorname {d} \!h_{E,1} \over \operatorname {d} \!t}=-h_{E,1}+w_{EE}g_{E}(h_{E,1})+w_{EI}g_{inh}(h_{inh})+RI_{1},}
{\displaystyle \tau _{E}{\operatorname {d} \!h_{E,2} \over \operatorname {d} \!t}=-h_{E,2}+w_{EE}g_{E}(h_{E,2})+w_{EI}g_{inh}(h_{inh})+RI_{2},}
{\displaystyle \tau _{inh}{\operatorname {d} \!h_{inh} \over \operatorname {d} \!t}=-h_{inh}+w_{IE}g_{E}(h_{E,1})+w_{IE}g_{E}(h_{E,2}).}

#### ساده‌سازی مدل
با فرض اینکه ثابت زمانی نورون‌های مهاری کوتاه‌تر از نورون‌های تحریکی است ، پتانسیل مهاری را می‌توان تقریباً ثابت در نظر گرفت و معادلات دیفرانسیل به دو معادله کاهش می یابند.

## تحلیل مدل
با استفاده از این معادلات، می‌توان رفتار سیستم را در صفحه فاز تحلیل کرد. نقاط تعادل این سیستم را می‌توان از شرایط  و  به دست آورد. این تحلیل نشان می‌دهد که مهار مؤثر می‌تواند پویایی‌های تصمیم‌گیری را تنظیم کند و از انتخاب‌های ناپایدار جلوگیری نماید. این مدل همچنین به درک بهتر رقابت بین گزینه‌ها و نحوه سرکوب پاسخ‌های نامطلوب در تصمیم‌گیری‌های شناختی کمک می‌کند.

## کاربردها
مدل مهار مؤثر در حوزه‌های مختلفی از جمله علوم شناختی، علوم اعصاب بالینی و مدل‌سازی شبکه‌های عصبی مورد استفاده قرار می‌گیرد. به عنوان مثال:
در علوم شناختی برای بررسی مکانیزم‌های سرکوب پاسخ‌های نامناسب به کار می‌رود.
در علوم اعصاب بالینی برای مطالعه اثرات اختلالات عصبی مانند بیماری پارکینسون و اسکیزوفرنی بر تصمیم‌گیری استفاده می‌شود.
در مدل‌سازی شبکه‌های عصبی برای بهبود پایداری و دقت تصمیم‌گیری در سامانه‌های هوش مصنوعی به کار می‌رود.
این مدل نشان می‌دهد که چگونه مهار مؤثر می‌تواند به ایجاد تعادل در انتخاب‌ها و جلوگیری از پاسخ‌های غیرمطلوب کمک کند، که این امر در بسیاری از جنبه‌های شناختی و پردازش اطلاعات در مغز انسان حائز اهمیت است.